# モンペリエ・メディテラネ空港
モンペリエ・メディテラネ空港（モンペリエ・メディテラネこくさいくうこう）は、フランス南部の都市モンペリエ近郊に位置する国際空港。

## 概要
町の中心部から8キロほどの場所に位置する。2022年現在、パリ、バーゼル、ロンドン、アムステルダムなど各都市との直行便を有する。日本からの直行便はないため、各都市で乗り継ぐ必要がある。2020年にコロナウイルス蔓延の影響により利用者数が減少する以前は、1か月当たり最大19万7000人の利用客が訪れていた。

## 歴史
- 2022年9月24日 - ウェスト・アトランティックの貨物機（ボーイング737）が滑走路をオーバーランして近くの湖に突っ込む事故が発生。負傷者はなかったが、空港はしばらくの間、閉鎖となった[2]。